# Manolo Fortich
Manolo Fortich é um município de  primeira classe de renda municipal (d) na província Bukidnon, nas Filipinas. De acordo com o censo de 1 de maio  de  2020 possui uma população de 113 200 pessoas e 26 196 domicílios.